# География на Бахрейн
Бахрейн (от арабската дума две морета) представлява архипелаг, състоящ се от 32 острова, разположени в Персийския залив близо до брега на Арабския полуостров. Островите са разположени на 34 километра от източния бряг на Саудитска Арабия и на около 28 километра от Катар. Общата площ на островите е 691 km². Най-големият остров, остров Бахрейн, заема 83% от цялата площ на страната. От север на юг, дължината на Бахрейн е 48 километра, а от изток на запад едва 16.

## Географска среда и острови
По-голямата част от Бахрейн е заобиколена от относително плитък тесен морски залив, част от по-големия Персийски залив, познат като Бахрейнски залив. Морското дъно в близост до Бахрейн е каменисто и главно по северните части на острова е покрито с обширни коралови рифове. По-голямата част от острова е нискоразположена, суха пустиня. Излизането на повърхността на варовик формира ниски хълмисти възвишения, стръмни скали край морето и плитки дефилета. Варовикът е покрит от солен пясък, способен да поддържа единствено най-коравата пустинна растителност - главно тръни и шубраци. На северния бряг на острова има плодородна ивица, широка 5 километра, където растат фурми, бадеми, смокиня и нар. Във вътрешността на острова се намира най-високата му точка, която се извисява на 134 метра надморска височина – връх Джабал ад Дукан (димната планина), името на който идва от мъглите, които често го покриват. По-голямата част от нефтените кладенци на Бахрейн са разположени в околността на Джабал ад Дукан.
Столицата Манама е разположена на североизточния бряг на остров Бахрейн. Главното пристанище, Мина Салман, също разположено на острова, е сред главните петроло-рафиниращи съоръжения и търговски центрове. Мостове свързват остров Бахрейн с близкоразположените острови и Саудитска Арабия. Най-старият мост, конструиран през 1929, свързва остров Бахрейн с остров Ал Мухарак – вторият по големина остров. Въпреки че Ал Мухарак е дълъг само 6 километра, вторият по големина град в Бахрейн – Ал Мухарак и международното летище са разположени на него. Мост също свързва Ал Мухарак с малкото островче Джазират ал Азл, място за поправяне на кораби. На юг от Джазират ал Азл е разположен остров Ситра, място за експортиране на петрол. Ситра е свързан с остров Бахрейн с мост. Мост също свързва главния остров Бахрейн с островчето Ум ан Насан. Този мост продължава до град Ал Кубар на брега на Саудитска Арабия. Остров Ум ан Насан е частна собственост на емира на Бахрейн и на него се намира личният му резерват за дивеч.
Други по-важни острови са Наби Сала, разположен на северозапад от Ситра; Джидда и Ум ас Сабан на север от Ум ан Насан и група острови, най-големият от които е Хавар, в близост до брега на Катар. Наби Сала включва няколко извори с прясна вода, използвани за напояване на обширните гори от финикови палми. Каменистото островче Джидда е служило за помещение за затвор на Бахрейн, но сега е курорт. Хавар и 15 малки острови около него са обект на териториален спор между Бахрейн и Катар. Остров Хавар е дълъг 19 километра и около 1,5 километра широк. Другите острови около него са ненаселени и са места за гнездене на много мигриращи птици.

## Климат
В Бахрейн има два сезона: много горещо лято и относително мека зима. През летните месеци – от април до октомври, следобедните температури са около 40 °C и могат да достигнат 48 °C през юни и юли. Комбинацията от силна горещина и висока влажност прави този сезон почти непоносим. В допълнение, горещ и сух югозападен вятър, наричан от местните каус, духа периодично и донася пясъчни облаци от сухата южна част на Бахрейн към северните части през лятото. Температурите през зимата, която продължава от ноември до март, са между 10 °C и 20 °C. Често дори и през зимата, влажността на въздуха надхвърля 90%. От декември до март, преобладаващи югоизточни ветрове, познати като шамал, носят влажен въздух към островите. Въпреки сезона, дневните температури са сравнително постоянни навсякъде в архипелага.
Валежите в Бахрейн са сравнително малко. Средното годишно валежно количество е 72 милиметра. Валежите падат обикновено през зимния сезон. На нито един от островите няма постоянно течащи реки. Зимните дъждове обикновено са кратки и поройни, наводняват плитките долини, които са сухи през останалата част от годината и затрудняват транспорта. Малко количество от падналата дъждовна вода се пази за напояване и пиене.
| температура | януари | февуари | март  | април | май   | юни   | юли   | август | септември | октомври | ноември | декември |
| ----------- | ------ | ------- | ----- | ----- | ----- | ----- | ----- | ------ | --------- | -------- | ------- | -------- |
| минимална   | 14 °C  | 15 °C   | 18 °C | 22 °C | 27 °C | 29 °C | 31 °C | 31 °C  | 29 °C     | 26 °C    | 22 °C   | 17 °C    |
| максимална  | 20 °C  | 21 °C   | 24 °C | 30 °C | 35 °C | 38 °C | 39 °C | 39 °C  | 37 °C     | 33 °C    | 28 °C   | 23 °C    |

## Площ и граници
Площ:

общо: 665 km²
- суша: 665 km²
- вода: 0 km²

Граници:
0 km
Брегова линия:
161 km
Екстремни точки:
- най-ниска точка: Персийски залив 0 m
- най-висока точка: Джабал ад Дукан 134 m

## Ресурси и използване на земята
Природни ресурси:
- нефт, асоцииран и неасоцииран природен газ, риба, перли

Използване на земята:
- земя за оран: 2,82%
- постоянно отглеждани култури: 5,63%
- друго: 91,55% (2001)

Напоявана земя:
50 km² (1998)